# Eric Neilson
Eric Neilson (* 27. Januar 1981) ist ein kanadischer Skeletonsportler.
Eric Neilson lebt in Calgary. Er begann 2006 mit dem Skeletonsport und gehört seit 2009 dem Nationalkader Kanadas an. Im Dezember 2006 gab er im Rahmen des Skeleton-America’s-Cup in Park City sein internationales Debüt und wurde in zwei aufeinander folgenden Rennen jeweils Zehnter. Erst 13 Monate später folgten die nächsten internationalen Rennen im Leistungsbereich. In Calgary bei seinem insgesamt vierten Rennen erreichte er mit Rang sechs erstmals ein einstelliges Resultat. in insgesamt drei Rennen der Saison kam Neilson auf einstellige Ränge. In der Saison 2009/10 fuhr der Kanadier im Skeleton-Europacup. Hier begann er in Königssee mit einem siebten Platz. Im weiteren Saisonverlauf wurde er in Altenberg hinter Alexander Kröckel und Christian Baude Dritter und erreichte somit erstmals eine Podiumsplatzierung. Im folgenden Rennen in Igls musste er sich nur noch Daniel Mächler geschlagen geben. Im letzten Saisonrennen wurde Neilson hinter Alexander Gaszner und Kröckel nochmals Dritter. In der Gesamtwertung verpasste er gegen Alexander Rotte um sechs Punkte als Viertplatzierter die besten Drei. Nur in zwei der acht Rennen verpasste er Platzierungen unter den Besten zehn. Bei den kanadischen Meisterschaften wurde er hinter Olympiasieger Jon Montgomery 2010 Zweiter. In der Saison 2010/11 qualifizierte sich der Kanadier für den Skeleton-Intercontinentalcup, wo er in seinem ersten Rennen in Winterberg Neunter wurde.